# Gunnar Johansson (Fußballspieler)

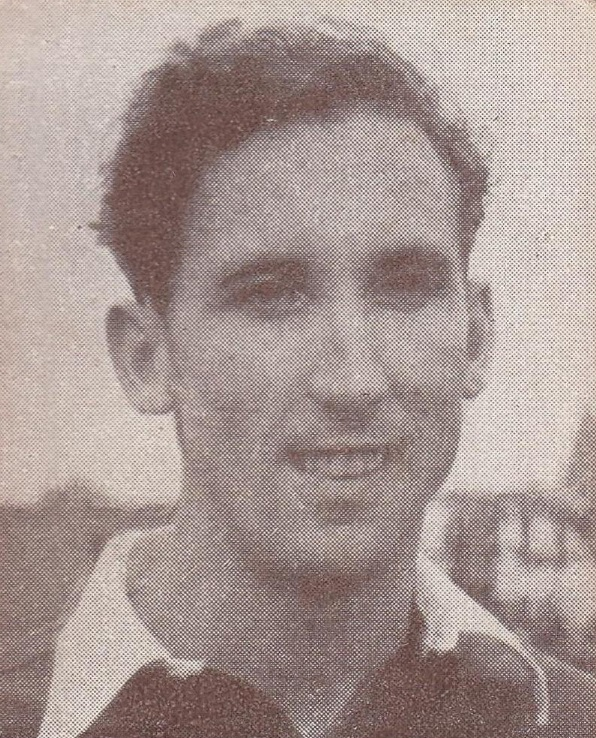
Gunnar Johansson (1949)

Gunnar Johansson (* 29. Februar 1924 in Hjärtum; † 14. Februar 2003 in Aix-en-Provence) war ein schwedischer Fußballspieler und -trainer.

## Laufbahn
Johansson, der vom fünftklassigen Inlands IF gekommen war, debütierte 1949 für GAIS Göteborg in der Allsvenskan. Der Mittelfeldspieler kam auf 14 Einsätze, blieb aber ohne Torerfolg. 1950 erhielt er bei Olympique Marseille einen Profivertrag. Bis 1958 spielte er für den Verein erstklassig in der Division 1. Zusammen mit seinen Landsleuten Dan Ekner und Gunnar Andersson bildete er dort in der Saison 1950/51 das „Jo-An-Da“-Trio. Anschließend war er noch ein Jahr Spielertrainer bei AS Aix in der Division 2.
Johansson war zudem schwedischer Nationalspieler. Für die Landesauswahl nahm er an der Weltmeisterschaft 1950 teil. In der Finalrunde des Turniers kam er zwei Mal zum Einsatz und konnte nach dem 3:1-Erfolg gegen Spanien den dritten Platz feiern.
Kurz vor seinem 79. Geburtstag starb Johansson am 14. Februar in Aix-en-Provence.